# Sarsamphiascus gracilis
Sarsamphiascus gracilis is een eenoogkreeftjessoort uit de familie van de Miraciidae. De wetenschappelijke naam van de soort is voor het eerst geldig gepubliceerd in 1936 door Lang.